# Вихляево
Вихляево — деревня в Малоярославецком муниципальном районе Калужской области. Входит в сельское поселение «Село Головтеево».

## География
Рядом —  Митрофаново, Выглово. 

## История
В 1782 году сельцо Вихляево Зенбулатовых, Челищевых, Загряжских, Амашиных по обе стороны речки Вихляевки.

## Население
| 2002 | 2010 |
| ---- | ---- |
| 9    | ↘5   |